# Passaporto bulgaro
Il passaporto bulgaro (Българският паспорт) è un documento di identità rilasciato ai propri cittadini della Repubblica di Bulgaria per i loro viaggi fuori dall'Unione europea e dallo Spazio economico europeo
Vale come prova del possesso della cittadinanza bulgara ed è necessario per richiedere assistenza e protezione presso le ambasciate bulgare nel mondo.

## Domanda
Il Ministero degli Interni è responsabile del rilascio e del rinnovo dei passaporti bulgari.

## Utilizzare
Per viaggiare all'interno dell'Unione europea, dell'area Schengen e del Regno Unito (fino al 1º ottobre 2021), così come in Albania, Bosnia ed Erzegovina, Georgia, Kosovo, Moldavia, Montenegro, Macedonia del Nord, Cipro del Nord e Serbia, i cittadini bulgari non sono tenuti a portare un passaporto e hanno solo bisogno di una carta d'identità nazionale valida.
Un passaporto bulgaro dà al suo portatore il diritto all'assistenza e alla protezione da parte delle missioni diplomatiche e degli uffici consolari bulgari all'estero (o di quelli di altri Stati membri dell'UE quando non esiste una missione diplomatica o un consolato bulgaro nel paese o territorio di destinazione).
Il passaporto rimane di proprietà della Repubblica di Bulgaria.

## Categorie
Regolare - disponibile per tutti i cittadini bulgari e valido per cinque o dieci anni. Non viene rilasciato a chi prende la sola residenza.
Servizio - rilasciato al proprio personale su richiesta della rispettiva agenzia o direzione governativa.
Diplomatico - rilasciato a diplomatici, funzionari statali di alto livello e alle loro immediate famiglie.

## Caratteristiche
Il passaporto bulgaro rispetta le caratteristiche dei passaporti dell'Unione europea.
La copertina è di colore rosso borgogna con un grosso stemma della Bulgaria al centro. 
Sopra lo stemma, a caratteri maiuscoli ci sono le scritte  "Европейски съюз" (Bulgaro) e  "EUROPEAN UNION"  (in inglese) seguite dal nome ufficiale "Република България" e la forma inglese "REPUBLIC OF BULGARIA" mentre al di sotto troviamo la parola bulgara "паспорт"  e quella inglese "PASSPORT". I caratteri delle scritte in inglese sono leggermente più piccoli. In fondo alla copertina compare anche il simbolo del passaporto biometrico (e-passport) 
È valido per un periodo di cinque anni e contiene 32 o 48 pagine. Tutti i dati e le informazioni sono stampati sia in bulgaro (con alfabeto cirillico) e in inglese.

### Passaporti biometrici
Dal 29 marzo 2010, tutti i passaporti bulgari di nuova emissione contengono un chip con dati biometrici, e presentano anche il testo "Европейски съюз" (bulgaro) / "European Union" (inglese) sopra il nome ufficiale del paese, riflettendo così l'appartenenza della Bulgaria all'UE. Ulteriori cambiamenti nel design includono il posizionamento di immagini di famosi punti di riferimento e monumenti bulgari sulle pagine interne dei passaporti. Il costo del nuovo passaporto è di 20 € (40 BGN).

### Pagina di identificazione
- Immagine di un titolare di passaporto (Larghezza: 35mm, Altezza: 45mm; Altezza testa (fino alla sommità dei capelli): 30mm; Distanza dalla parte superiore della foto alla parte superiore dei capelli: 3mm)
- Tipo ("P" per passaporto)
- Prefisso internazionale
- Numero di serie del passaporto
- Cognome e nome del titolare del passaporto
- Cittadinanza
- Data di nascita (GG. MM. AAAA)
- Sesso (M per uomini o F per donne)
- Luogo di nascita
- Data di emissione (GG. MM. AAAA)
- Firma del titolare del passaporto
- Data di scadenza (GG. MM. AAAA)

### Nota sul passaporto
I passaporti contengono una nota dello stato di emissione che è indirizzata alle autorità di tutti gli altri stati, identificando il portatore come cittadino di quello stato e chiedendo che gli sia permesso di passare e di essere trattato secondo le norme internazionali. La nota all'interno dei passaporti bulgari afferma:
Il governo della Repubblica di Bulgaria chiede a tutte le autorità civili e militari di lasciar passare il titolare di questo passaporto senza impedimenti e, in caso di necessità, di rendergli l'aiuto e l'assistenza necessari in conformità con il diritto internazionale.
Questo passaporto è valido per tutti i paesi.

### Lingue
La pagina dei dati/pagina informativa è stampata in bulgaro, inglese e francese.